# Câțcău
Câțcău alte Schreibweise Cîțcău [ˈkɨtzkəu] (ungarisch Kackó ‚Katzko‘) ist eine Gemeinde im Kreis Cluj, in der Region Siebenbürgen in Rumänien.

## Geographische Lage

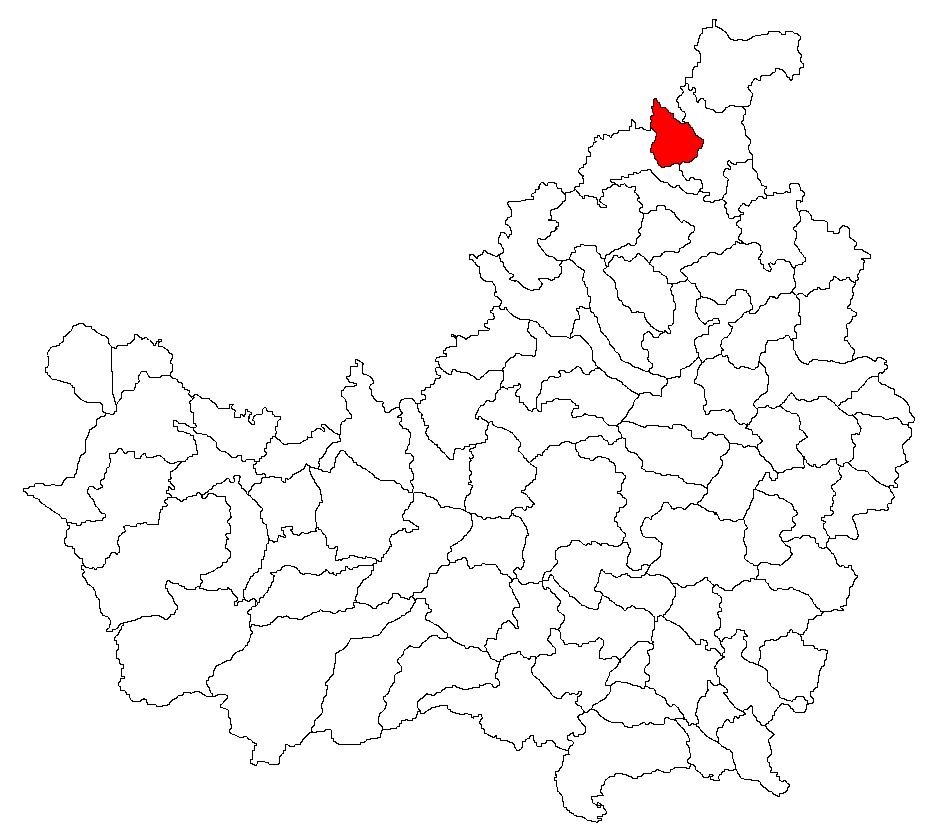
Lage der Gemeinde Câțcău im Kreis Cluj

Die Gemeinde Câțcău befindet sich nördlich des Flusses Someș (Somesch) in den Südausläufern der Dealurile Ciceulu, im Nordwesten des Siebenbürgischen Beckens im Norden des Kreises Cluj. Das Gemeindezentrum liegt am Drum național 1C (hier zugleich die Europastraße 58) und der Bahnstrecke Dej–Jibou zehn Kilometer nordöstlich von der Stadt Dej (Deesch) und etwa 65 Kilometer von der Kreishauptstadt Cluj-Napoca (Klausenburg) entfernt.

## Geschichte
Der Ort Câțcău wurde erstmals 1348 urkundlich erwähnt. Etwa 1750 gründeten ungarische Freibauern und Kleinadlige im Ort die reformierte Kirchengemeinde. Archäologische Funde auf dem Areal des Ortes Câțcău oder des eingemeindeten Ortes Muncel (ungarisch Kishavas) bei Moara lui Drăgan und Fântânele, deuten nach Angaben von E. Orosz in die Bronze- oder Jungsteinzeit zurück.
Nach Angaben des rumänischen Kulturministeriums befindet sich auf dem Areal des eingemeindeten Dorfes Muncel, bei den Einheimischen Muchia Poienii Lupului und Muncelul Sălișcăi genannt, eine noch nicht geschichtlich gedeutet befestigte Siedlung.
Im Königreich Ungarn gehörte die heutige Gemeinde dem Stuhlbezirk Dés in der Gespanschaft Szolnok-Doboka, anschließend dem historischen Kreis Someș und ab 1950 dem heutigen Kreis Cluj an.

## Bevölkerung
Die Bevölkerung der Gemeinde entwickelte sich wie folgt:
| 1850 | 1.806 | 1.474 | 157 | 1 | 174         |
| 1920 | 2.290 | 1.982 | 168 | 1 | 139         |
| 1966 | 2.958 | 2.782 | 176 | – | –           |
| 2002 | 2.498 | 2.359 | 79  | 1 | 59          |
| 2011 | 2.100 | 1.978 | 77  | – | 39 (Roma 6) |
| 2021 | 2.251 | 2.126 | 50  | – | 75          |

Seit 1850 wurde auf dem Gebiet der heutigen Gemeinde die höchste Einwohnerzahl und gleichzeitig die der Rumänen 1966 ermittelt. Die höchste Bevölkerungszahl der Magyaren (457) wurde 1941, die der Roma 1850 und die der Rumäniendeutschen (6) 1930 registriert.
Die Hauptbeschäftigung der Bevölkerung ist die Viehzucht und Landwirtschaft.

## Sehenswürdigkeiten
- Im eingemeindeten Dorf Sălișca (Winddorf) die Holzkirche Sfinții Arhangheli Mihail și Gavril, nach unterschiedlichen Angaben 1680[9][7] oder 1760/70 errichtet mit schöner Ausstattung von 1790,[5] und beim genannten Areal Muncelu ein Turm aus der Römerzeit, stehen unter Denkmalschutz.[7]
- Im eingemeindeten Dorf Muncel die Holzkirche Sf. Nicolae[10] um 1700 errichtet,[5] steht unter Denkmalschutz.[7]
- Die reformierte Kirche in Sălișca, 1912 errichtet.[11]

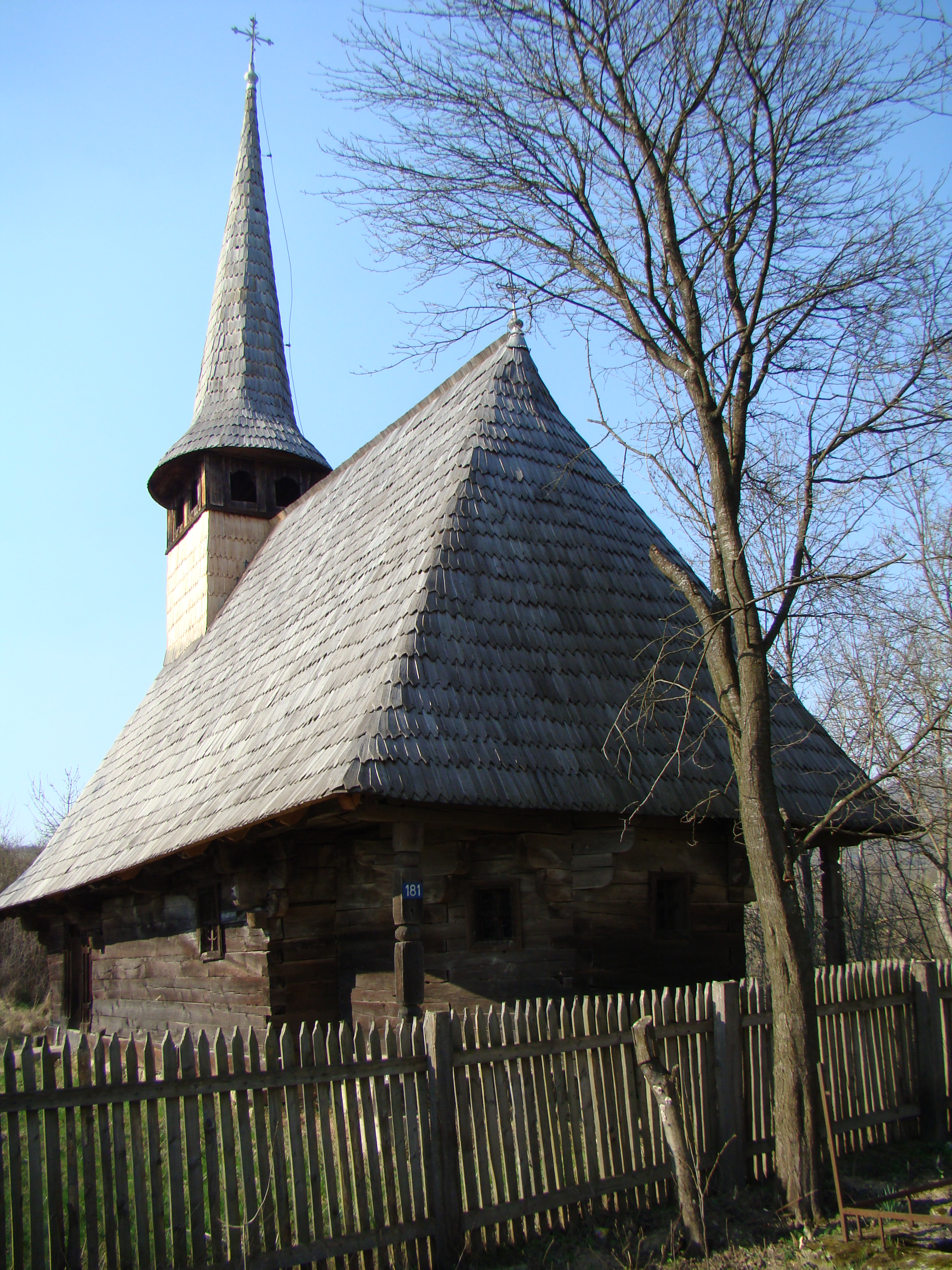
Holzkirche in Sălișca
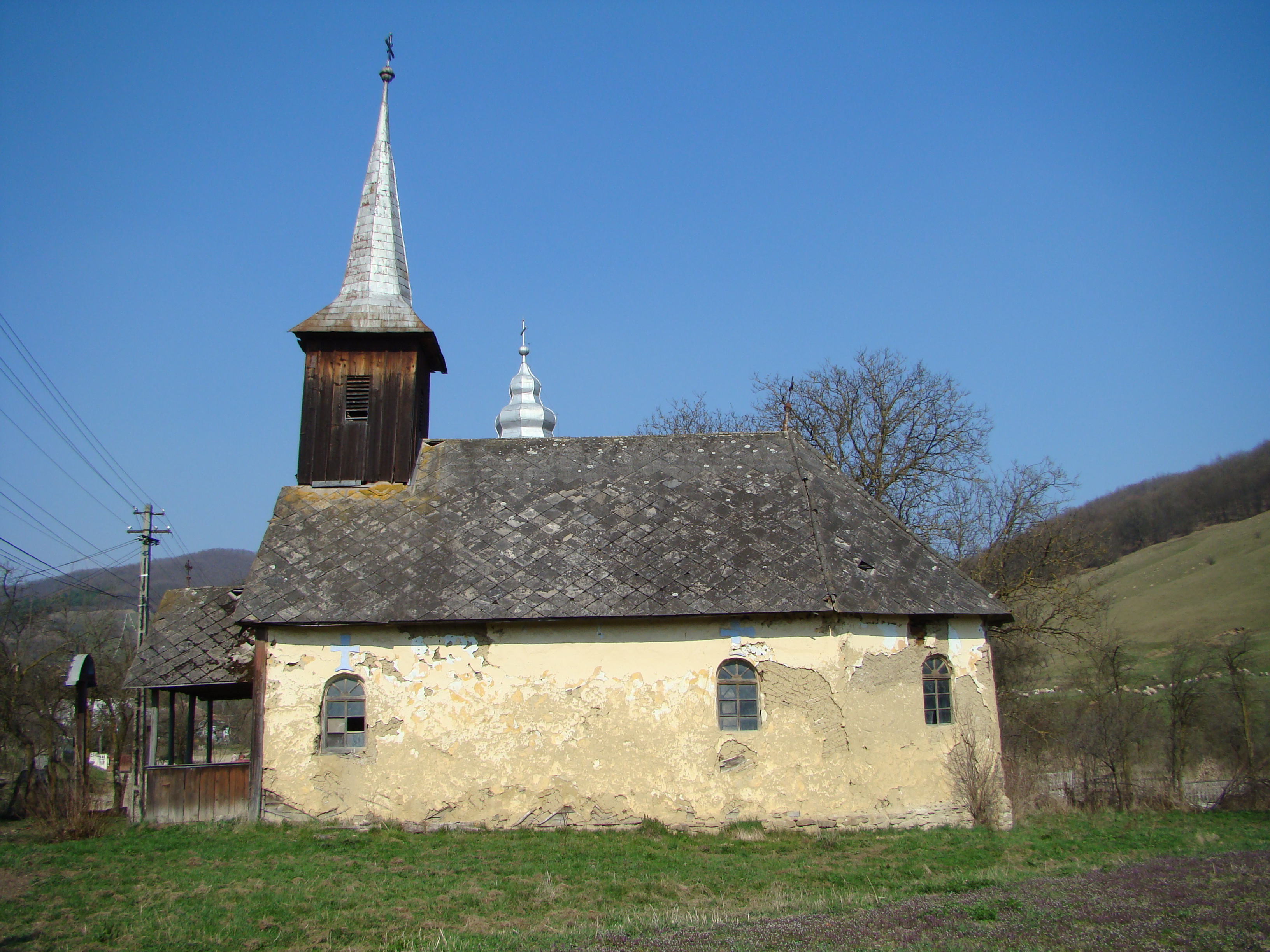
Reformierte Kirche in Sălișca
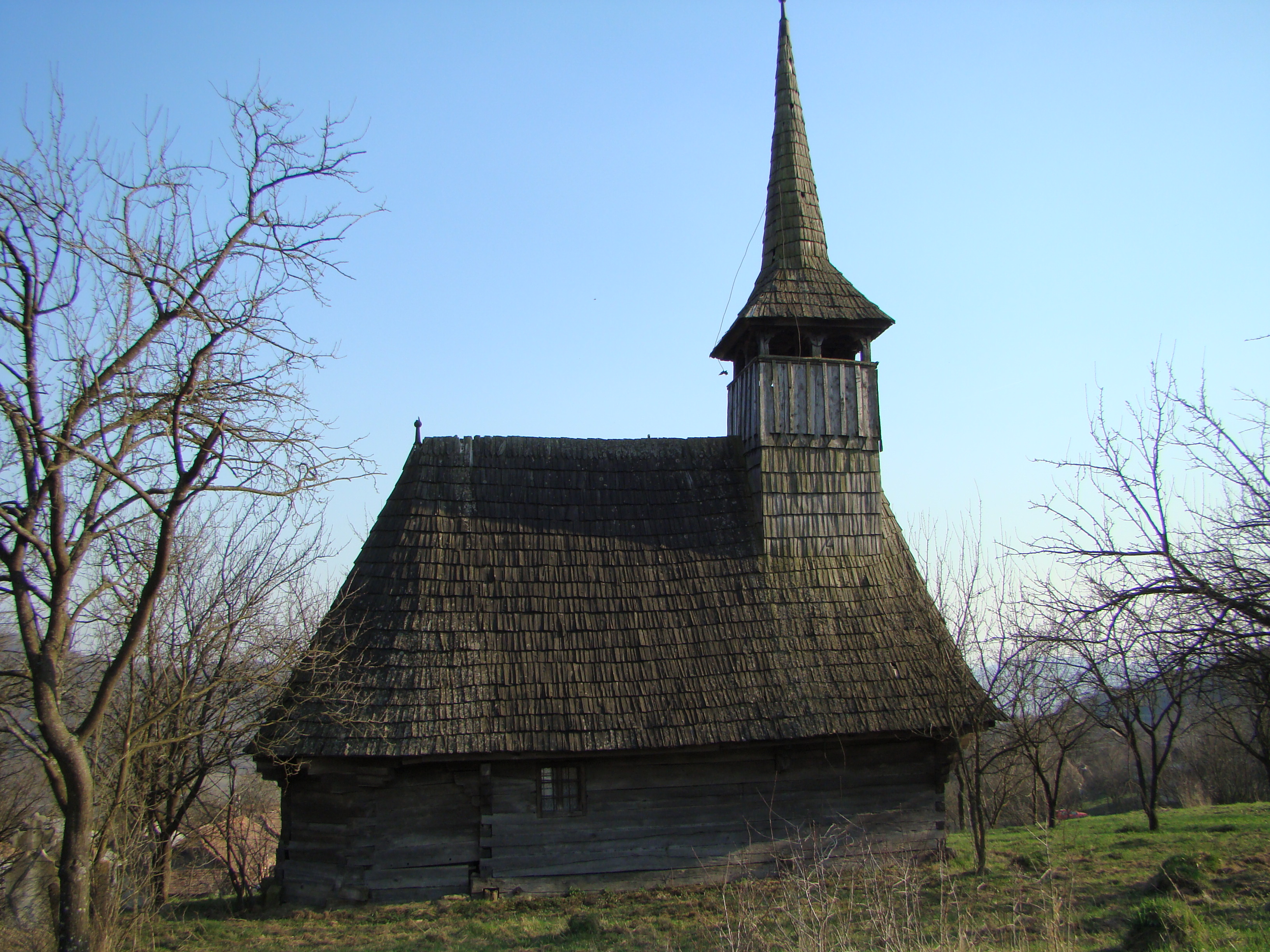
Holzkirche in Muncelu

## Persönlichkeiten
- Amál Berde (1886–1976), Malerin[12]
- Mária Berde (1889–1949), Schriftstellerin[13]